# Filinto Elísio
Filinto Elísio (na ortografia antiga: Filinto Elysio) (Lisboa, 23 de Dezembro de 1734 – Paris, 25 de Fevereiro de 1819), foi um poeta, e tradutor, português do Neoclassicismo. O seu verdadeiro nome é Francisco Manuel do Nascimento, e foi sacerdote. O seu pseudónimo, Filinto Elísio, ou também Niceno, foi-lhe atribuído pela Marquesa de Alorna (a quem ensinou latim quando se encontrava reclusa no Convento de Chelas), dado Francisco Manuel do Nascimento ter pertencido a uma sociedade literária – Grupo da Ribeira das Naus, cujos membros adaptavam nomes simbólicos.

## Biografia
Filinto Elísio nasceu em Lisboa, de origens humildes. Os pais, o pescador Manuel Simões e a peixeira Maria Manuel, eram naturais de Ílhavo, mas imigraram para a capital na sequência da decadência da faina pesqueira por que passou a região de Aveiro após o fecho do canal que liga o rio Vouga ao mar, provocando o encerramento do porto.

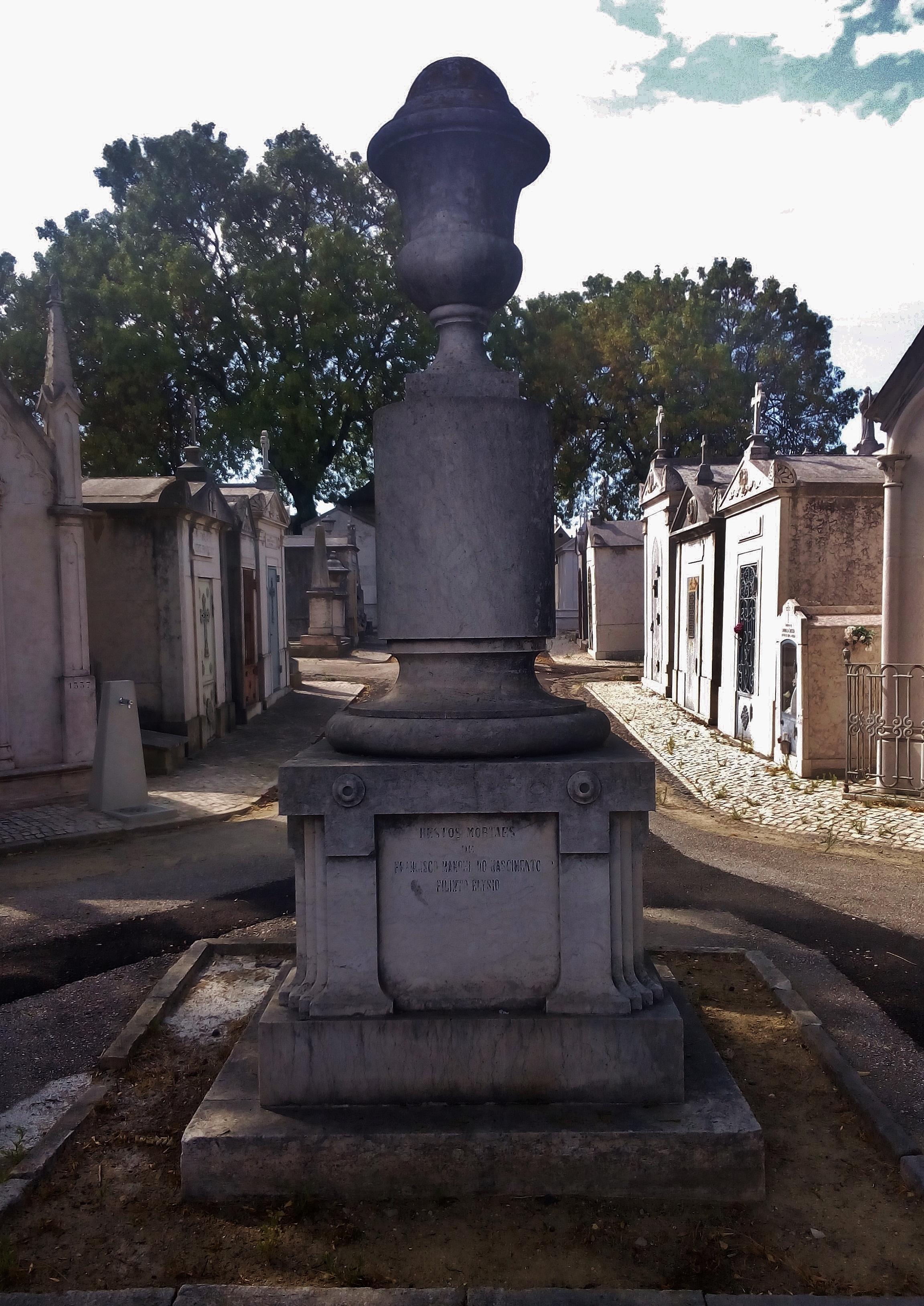
Jazigo de Filinto Elísio, Cemitério do Alto de São João

Foi ordenado padre em 1754, e influenciado pelo arcadismo e pelo iluminismo. As suas ideias liberais levaram a que fosse denunciado à Inquisição, em 22 de Junho de 1778, pelo padre José Manuel de Leiva, que o acusou de «afirmações e leituras heréticas proibidas». Disfarçado de vendedor, conseguiu fugir de Portugal e exilar-se em Paris, onde chegou a 15 de Agosto daquele ano. Na capital francesa conheceu, entre outros, o poeta Alphonse de Lamartine.
A vida em Paris foi difícil, e teve que traduzir obras francesas para subsistir. As suas poesias foram publicadas, ainda em sua vida, em Paris, entre 1817 e 1819. Só depois da sua morte, as suas obras seriam publicadas em Lisboa, entre 1836 e 1840. Em 1843 os seus restos mortais foram transladados para Lisboa, onde se encontra sepultado, no cemitério do Alto de São João.
Sua influência é vasta e se deu de forma mais direta no Pré-Romantismo, sobre autores como Almeida Garrett. Tal influência aparece sob a denominação de "filintismo". Foi um autor único em sua visão dos clássicos, pois dava relevo ao maravilhoso e até mesmo ao fantástico, pressentindo tendências modernas perante o racionalismo do seu tempo. Filinto tinha simpatia pelas ideias de Rousseau, pelos ideais da Revolução Francesa e por Franklin e George Washington. A queda da Bastilha trouxe-lhe um sentimento positivo e seu sentimento por sua nação, ao contrário, parecia frequentemente negativo, com resquícios de rancor contra a Inquisição que o exilou.

## Obras

### Poesias
- Obras Completas (1817–1819)

### Traduções
- Os Mártires, de Chateaubriand (1816)
- As Fábulas, de La Fontaine
- Púnica, de Sílio Itálico
- Lettres Portugaises, de Mariana Alcoforado